# Qinnasrin
Qinnasrin (en siríaco ܩܢܫܪܝܢ; en árabe قنسرين, Qinnasrīn) fue una antigua villa y circunscripción militar de Siria, situada 30 km al sudeste de Alepo. 
Su nombre es de origen arameo (Kenneshrin) formado por kinna (nido) y nasrin (de las águilas). En el talmud babilonio se menciona como Kannishrayya. Ha sido identificada como el lugar de Calcis de Siria o Calcis de Belos (Belos, moderno Quwayq, era el río que pasa por Alepo y se pierde en las marismas de el-Matkh, más al sur). En latín era Chalcis ad Belum y su cercanía al río la distinguía de la Chalcis sub Libanum, en el Líbano. En la Edad Media se la denominó en Europa como Canestrina. Actualmente, el pueblo que hay cerca se denomina al-Iss. También hubo una ciudad con ese nombre, y un distrito militar o ŷund. El antiguo monasterio siríaco de Qinnasrin, fundado hacia 530 por Joan bar Aphthonia, se encuentra a orillas del Éufrates, cerca de la antigua Dura Europos.

## Arqueología

### Ocupación del lugar
Representación esquemática de la ocupación del lugar, las fechas son aproximadas.
El objetivo de la investigación es comprobar la hipótesis de la formación de "nuevas ciudades" tras la conquista árabe en un entorno de campamentos nuevos de personas recién llegadas y en vías de sedentarización. El campamento de tiendas se convirtió lentamente en una ciudad permanente. La destrucción de Calcis habría llevado a los árabes a instalarse algo más lejos, en el emplazamiento de Hâdhir. La ciudad nacida de este campamento se convirtió en capital regional debido a la destrucción de Alepo, que retomará más tarde la supremacía en la zona.

## Historia
Seleuco I Nicátor la fundó con el nombre de Calcios ad Belum y formaba una zona de frontera con los árabes. El año 41, el emperador Claudio dio la región a Herodes Polio, hermano de Herodes Agripa I. A su muerte, el año 48, pasó al joven Herodes Agripa I y el 52 le fueron dadas Batanea, Traconítida, Abilene (Siria) y otros distritos y Calcios fue cedido a Aristóbulo, hijo de Herodes Polio. Después del 73, el distrito fue incorporado a la provincia de Siria.
En el siglo IV era un centro comercial y mercado agrícola. Bajo el Imperio bizantino fue una posición fronteriza con cierta importancia estratégica. Fue atacada por los persas al final del siglo VI y al inicio del VII. Qinnasrin opuso una cierta resistencia a los árabes musulmanes, a pesar de que la guarnición estaba formada por reclutas locales. Abu Ubayda la ocupó finalmente en agosto/septiembre del 638. Yazid hizo demoler sus murallas e instalaron en la ciudad un mando militar, convirtiéndose rápidamente en capital regional, aprovechando el eclipse temporal de Alepo. El año 718, el califa Suleimán I murió de una indigestión en Qinnasrin.
Hasta el siglo X no se menciona ningún hecho de importancia en relación con la ciudad. En 945 pertenecía a los hamdánidas y Sayf al-Dawla fue derrotado por los ijshidíes de Egipto (primavera). Con los hamdánidas, Qinnasrin empezó a declinar en favor de Alepo. En la segunda mitad del siglo X, fue un punto de fricción entre bizantinos y hamdánidas. En 963, al acercarse los griegos, los habitantes huyeron. El 966 Nicéforo Focas avanzó contra Alepo y Sayf al-Dawla se retiró hacia Qinnasrin, pero como que no la podía defender, la desmanteló y cuando los bizantinos llegaron quemaron la mezquita y la saquearon. La población se repartió y una parte se instaló al este del Éufrates y la otra parte se estableció en Alepo, pero poco después la ciudad fue reparada y repoblada. El 998 fue destruida de golpe por los bizantinos y nuevamente reconstruida. Los griegos la devastaron por tercera vez el 1030 y cuando pasó el geógrafo Nasir y-Khusraw en enero de 1047, era una pobre aldea, y la población no fue reconstruida hasta el final del siglo por Sulayman ibn Kutalmish (o Ibn Kutlumush, 1077-1086) el selyúcida de Rüm, pero fue destruida por su rival Tadj al-Dawla Tutush I, el selyúcida de Siria y quedó deshabitada o casi. Durante las Cruzadas jugó un papel secundario y fue poco poblada.
En abril o mayo de 1119 Ilghazi I se instaló y la convirtió en base para atacar Harin, el Rudj y el Yabal Summak. Zahir al-Din Tughtegin de Damasco y Ak Sunkur I atacaron Alepo y el emir local, Sawar (que gobernaba en nombre de Zengi) convirtió a Qinnasrin en su base de operaciones. El conde occitano Ponce de Trípoli asedió la población en 1134/1135, pero Zengi, viniendo de Homs, la pudo salvar. Al final del siglo XII el viajero Ibn Yubayr dice que estaba abandonada y en ruinas. A partir de este siglo ya no se menciona como población y el único importando de la ciudad era su khan (caravanseray) importando por las caravanas que se dirigían hacia Alepo al sur o hacia El-Atharib al oeste. A un cerro cercano (Tilo Nabi Is) se hacen peregrinaciones a una tumba atribuida a un profeta de nombre Sálih (en realidad la tumba del emir Sálih ibn Abdalah ibn al-Abbás). Bajo los otomanos restó como una pobre aldea que traía el nombre de Eski Haleb. Modernamente ha recuperado su nombre tradicional.

## Elyund
Tribus árabes ya estaban asentadas al este del territorio en el siglo V. En el VI hubo varios combates destacando la victoria cerca de las fuentes del río Udhayya del ghasaní Al-Hárith sobre el lajmí Al-Múndhir de El-Hira. Con la conquista musulmana Siria fue dividida en cuatro achnad (singular yund): Al-Urdunn, Filistin, Damasco y Hims, pero más tarde Muawiya y su hijo y sucesor Yazid crearon un quinto yund, el de Kinnasrin. Al-Tabari dice que Muawiya instaló refugiados de Basora y Kufa, mientras que Al-Baladhuri y Yakut dicen que Yazid separó este distrito del de Hims. El yund estaba entre el Yabal Zawiya al sur, el Yabal Barisha al oeste; el Yabal Saman al norte y la llanura de Mard Dabik, y las salinas de Yabbul al este.
Con las conquistas abasíes el yund se extendió hacia el norte y fueron incluidas: al norte Kurus, Tizin, Duluk; al noroeste Ayntab y Kalat al-Rum; al sur incluía los distritos de Maarrat Misrin y Maarrat al-Numan, el de Hamat y el territorio de Sarmin. Pero bajo Harún al-Rashid se le segregó al oeste el territorio entre Antioquía del Orontes y (hacia el este) hasta Alepo y Manbich y varios distritos al norte que formaron parte de los territorios de los Awasim, quedando limitado en los territorios de Alepo hacia el sur. A pesar de perder importancia militar conservó importancia económica y pagaba en el siglo IX 350 000 comidas (el de Damasco 120 000) y en elX, 400 000 comidas (Damasco 370 000). El yund limitaba al oeste con la costa de Antioquía en Bayas; al norte con Marash y los Awasim; al este el Éufrates (de Sumaysat a Balis) y al sur la región de Hamat con Shayzar y Rafaniya (región que se disputaban Homs y Kinnasrin).
En 961 la región fue atacada por Nicéforo Focas; volvió dos años más tarde (963). Los bizantinos atacaron varias veces (966, 998, 1030) dejando la zona asolada. Los Awasim desaparecieron y Antioquía fue anexionada a Bizancio. En el siglo siguiente pasó a los selyúcidas que se ocuparon muy poco de la zona que ya estaba en decadencia. Los francos del principado de Antioquía el 1102 reclamaron tributo a la región. En 1137 Fulco de Jerusalén y tropas de Antioquía atacaron la región e impusieron una tregua y el pago de tributo al emir Sawar que gobernaba en Alepo por cuenta de Zengi. Los árabes recuperaron las tierras en manso de los francos en el siglo XIII.
Aunque el nombre de provincia y distrito de Kinnasrin se mantuvo en la memoria (todavía se menciona en el siglo XVIII) desde el X Alepo recuperó la primacía regional. Bajo los otomanos, el yund quedó dentro del liwa de Halab (Alepo).

## Arqueología
Las investigaciones arqueológicas del lugar de Hadhir Quinnasrin corresponden a dos lugares separados unos 4 km a uno y otro lado del río Quwayk:
- Chalcis / Al-Iss[2]
- Al-Hâdhir / Quinnasrin[3]

El primer lugar ha sido muy poco excavado y el segundo se ha excavado hace relativamente poco tiempo, desde 1997, por un equipo dirigido por Marianne Barrucand (Universidad de París IV), con cooperación con Donald Whitcomb (Instituto oriental de la universidad de Chicago) y Clauss-Peter Haase (museo de Arte y de Historia de Berlín). Es difícil excavar, puesto que la zona está habitada y Al-Hadhir es una población de unos 25 000 habitantes.